# KkStB-Tenderreihe 16
Die kkStB-Tenderreihe 16 war eine Schlepptenderreihe der kkStB, deren Tender ursprünglich von der Galizischen Transversalbahn (Gal.Tr.) und von der Mährischen Grenzbahn (MGB) stammten.
Die kkStB beschaffte diese Tender ab 1884/85 von Ringhoffer in Prag-Smichov und von Borsig in Berlin.
Die MGB erhielt nur zwei Exemplare (16.49–50), die restlichen 48 Stück kamen zur Gal.Tr.